# Hippolyte Mary-Raynaud
Hippolyte Mary-Raynaud, né le 25 juillet 1844 à Andelat (Cantal) et mort après 1921 au Royaume-Uni, est un affairiste et homme politique français.

## Biographie
Personnage excentrique et affairiste, il monte des cabinets d'affaires, se livrant à des spéculations qui l'amènent régulièrement en faillite, avec des condamnations pour escroquerie. Il mène grand train, notamment dans sa région natale où il acquiert le château du Sailhant, ce qui lui permet d'être élu député du Cantal, lors d'une élection partielle en juillet 1890.
Déclaré en faillite en novembre 1890, il est déchu de son mandat. Il continue sa carrière d'escroc jusqu'en 1921, où il est condamné une dernière fois, avant de s'exiler en Angleterre.